# Municipio de Urbana (Illinois)
El municipio de Urbana (en inglés: Urbana Township) es un municipio ubicado en el condado de Champaign en el estado estadounidense de Illinois. En el año 2010 tenía una población de 7451 habitantes y una densidad poblacional de 119,53 personas por km².

## Geografía
El municipio de Urbana se encuentra ubicado en las coordenadas 40°4′45″N 88°9′00″O / 40.07917, -88.15000. Según la Oficina del Censo de los Estados Unidos, el municipio tiene una superficie total de 62.33 km², de la cual 62.23 km² corresponden a tierra firme y (0.17%) 0.1 km² es agua.

## Demografía
Según el censo de 2010, había 7451 personas residiendo en el municipio de Urbana. La densidad de población era de 119,53 hab./km². De los 7451 habitantes, el municipio de Urbana estaba compuesto por el 74.49% blancos, el 12.28% eran afroamericanos, el 0.56% eran amerindios, el 3.4% eran asiáticos, el 0.04% eran isleños del Pacífico, el 5.56% eran de otras razas y el 3.68% pertenecían a dos o más razas. Del total de la población el 11.58% eran hispanos o latinos de cualquier raza.